# Veterný štít
Der Veterný štít (deutsch Fünfseenspitze, ungarisch Öt-tavi-csúcs, polnisch Pięciostawiańska Turnia) ist ein Berg in der Hohen Tatra in der Slowakei mit einer Höhe von ca. 2515 m n.m. Der Gipfel befindet sich auf der Hauptachse des vom Turm Vyšná Barania strážnica am Hauptkamm der Hohen Tatra bis zum Berg Lomnický štít (deutsch Lomnitzer Spitze) verlaufenden Seitengrats, zwischen den Türmen Ovčia veža im Westen und Supia veža im Osten.
Der slowakische Name bedeutet wörtlich „Windige Spitze“ und wurde von Beobachtungen der Bergsteiger abgeleitet. In anderen Sprachen wird hingegen auf die Lage oberhalb des südlich gelegenen Hochgebirgskessels Kotlina Piatich spišských plies (deutsch Fünfseenkessel) im Tal Malá Studená dolina (deutsch Kleines Kohlbachtal) hingewiesen.